# 597
597 (DXCVII) je bilo navadno leto, ki se je po julijanskem koledarju začelo na torek.

## Dogodki
- 1. januar

## Smrti
- 8. december -  Fredegunda, frankovska kraljica (* ni znano)